# Batudinding
Batudinding is een bestuurslaag in het regentschap Sumenep van de provincie Oost-Java, Indonesië. Batudinding telt 1665 inwoners (volkstelling 2010).